# Liste der Kulturgüter in Langnau am Albis
Die Liste der Kulturgüter in Langnau am Albis enthält alle Objekte in der Gemeinde Langnau am Albis im Kanton Zürich, die gemäss der Haager Konvention zum Schutz von Kulturgut bei bewaffneten Konflikten, dem Bundesgesetz vom 20. Juni 2014 über den Schutz der Kulturgüter bei bewaffneten Konflikten sowie der Verordnung vom 29. Oktober 2014 über den Schutz der Kulturgüter bei bewaffneten Konflikten unter Schutz stehen.
Objekte der Kategorie A sind im Gemeindegebiet nicht ausgewiesen, Objekte der Kategorie B sind vollständig in der Liste enthalten, Objekte der Kategorie C fehlen zurzeit (Stand: 1. Januar 2023). Unter übrige Baudenkmäler sind weitere geschützte Objekte zu finden, die im Verzeichnis der Objekte von überkommunaler Bedeutung der kantonalen Denkmalpflege zu finden und nicht bereits in der Liste der Kulturgüter enthalten sind.

## Kulturgüter
| Foto |                                                                                          | Objekt                                                        | Kat. | Typ | Standort                              | Beschreibung |
| ---- | ---------------------------------------------------------------------------------------- | ------------------------------------------------------------- | ---- | --- | ------------------------------------- | ------------ |
| ja   | Datei hochladen · Wikidata zu Ehemalige Spinnerei Staub mit Fabrikantenvilla (Q29932857) | Ehemalige Spinnerei Staub mit Fabrikantenvilla KGS-Nr.: 07538 | B    | G   | Spinnereistrasse 2–19 683668 / 238049 |              |
| ja   | Datei hochladen · Wikidata zu Reformierte Kirche Langnau am Albis (Q16856217)            | Reformierte Kirche und Pfarrhaus KGS-Nr.: 16593               | B    | G   | Kirchstrasse 14 682898 / 238052       |              |
| BW   | Datei hochladen                                                                          | Orelli-Haus KGS-Nr.: 16594                                    | B    | G   | Orellistrasse 5 682716 / 238328       |              |

## Übrige Baudenkmäler
| ID       | Foto |                                                                    | Objekt                                                                          | Kat.   | Typ | Standort                                 | Beschreibung |
| -------- | ---- | ------------------------------------------------------------------ | ------------------------------------------------------------------------------- | ------ | --- | ---------------------------------------- | ------------ |
| 13600028 | ja   | Datei hochladen                                                    | Ehemalige Spinnerei Staub, Hauptbau (heute Gewerbehaus)                         | B reg. | G   | Spinnereistrasse 8–12 683653 / 238016    |              |
| 13600031 | ja   | Datei hochladen                                                    | Ehemalige Spinnerei Staub, Werkstatt / Schlosserei / Kantine (heute Restaurant) | B reg. | G   | Spinnereistrasse 2 683681 / 237986       |              |
| 13600033 | ja   | Datei hochladen                                                    | Ehemalige Spinnerei Staub, Kesselhaus mit Hochkamin (heute Bürogebäude)         | B reg. | G   | Spinnereistrasse 6 683671 / 238051       |              |
| 13600040 | ja   | Datei hochladen                                                    | Ehemalige Spinnerei Staub, Wohn- und Verwaltungsgebäude                         | B reg. | G   | Spinnereistrasse 16 683640 / 238059      |              |
| 13600123 | ja   | Datei hochladen                                                    | Wohnhaus, ehemalige Methodistenkapelle                                          | B reg. | G   | Fuhrstrasse 6 683405 / 237947            |              |
| 13600125 | ja   | Datei hochladen · Wikidata zu Schloss Langnau (Q63348835)          | Ehemaliges Schloss (Altbau von 1548)                                            | B reg. | G   | Alte Dorfstrasse 15 683369 / 238024      |              |
| 13600159 | ja   | Datei hochladen                                                    | Doppelkindergarten Im Widmer                                                    | B reg. | G   | Widmerstrasse 4 683362 / 238235          |              |
| 13600168 | ja   | Datei hochladen                                                    | Reihenhaus                                                                      | C      | G   | Gartenweg 9–11 683255 / 238031           |              |
| 13600256 | ja   | Datei hochladen                                                    | Richter- oder Hotzehaus, Hausteil 1                                             | B reg. | G   | Neue Dorfstrasse 42 683075 / 238038      |              |
| 13600257 | ja   | Datei hochladen                                                    | Richter- oder Hotzehaus, Hausteil 2                                             | B reg. | G   | Neue Dorfstrasse 44 683066 / 238037      |              |
| 13600258 | ja   | Datei hochladen                                                    | Trotte, Schopf 1                                                                | B reg. | G   | bei Neue Dorfstrasse 44 683064 / 238051  |              |
| 13600259 | ja   | Datei hochladen                                                    | Trotte, Schopf 2                                                                | B reg. | G   | bei Neue Dorfstrasse 42 683071 / 238052  |              |
| 13600300 | ja   | Datei hochladen                                                    | Reformiertes Pfarrhaus                                                          | B reg. | G   | Kirchstrasse 14 682876 / 238074          |              |
| 13600362 | ja   | Datei hochladen                                                    | Gasthof Löwen                                                                   | C      | G   | Albisstrasse 30–32 682403 / 237673       |              |
| 13600400 | ja   | Datei hochladen                                                    | Bauernhaus Schwyzerhof, Wohnhaus mit Anbau                                      | B reg. | G   | Grossackerstrasse 7 683161 / 237159      |              |
| 13600404 | ja   | Datei hochladen                                                    | Bauernhaus Schwyzerhof, Scheune                                                 | B reg. | G   | bei Grossackerstrasse 7 683137 / 237134  |              |
| 13600407 | ja   | Datei hochladen                                                    | Wohnhaus                                                                        | B reg. | G   | Im Tobel 6 683560 / 236487               |              |
| 13600420 | ja   | Datei hochladen · Wikidata zu Bahnhof Langnau-Gattikon (Q10640352) | Bahnhof SZU Langnau-Gattikon, Aufnahmegebäude mit angebautem Güterschuppen      | B reg. | G   | Sihltalstrasse 97 683606 / 237933        |              |
| 13600474 | ja   | Datei hochladen                                                    | Wohnhaus, ehemaliges Chalet von Nanny von Escher                                | B reg. | G   | Albisstrasse 53 682022 / 236834          |              |
| 13600485 | ja   | Datei hochladen                                                    | Scheune                                                                         | C      | G   | bei Hinteralbisstrasse 7 681682 / 236430 |              |
| 13600486 | ja   | Datei hochladen                                                    | Bauernhaus                                                                      | C      | G   | Hinteralbisstrasse 5–7 681670 / 236387   |              |
| 13600489 | ja   | Datei hochladen                                                    | Nägelihaus, Wohnteil 1                                                          | B reg. | G   | Hinteralbisstrasse 8 681644 / 236401     |              |
| 13600490 | ja   | Datei hochladen                                                    | Nägelihaus, Wohnteil 2                                                          | B reg. | G   | Hinteralbisstrasse 10 681639 / 236394    |              |
| 13600492 | ja   | Datei hochladen                                                    | Nägelihaus, Scheune 1                                                           | C      | G   | bei Hinteralbisstrasse 8 681568 / 236324 |              |
| 13600496 | ja   | Datei hochladen                                                    | Nägelihaus, Scheune 2                                                           | C      | G   | bei Hinteralbisstrasse 8 681612 / 236431 |              |
| 13600501 | ja   | Datei hochladen                                                    | Bauernhaus                                                                      | B reg. | G   | Kniebrechestrasse 6 681121 / 236573      |              |
| 13600507 | ja   | Datei hochladen                                                    | Scheune                                                                         | C      | G   | bei Kniebrechestrasse 8 681006 / 236519  |              |
| 13600509 | ja   | Datei hochladen                                                    | Bauernhaus                                                                      | C      | G   | Kniebrechestrasse 10 680972 / 236477     |              |